# Orphinus oscitans
Orphinus oscitans es una especie de escarabajo de piel del género Orphinus, de la familia Dermestidae, orden Coleoptera.

## Distribución
Se distribuye por Asia: Indonesia, en la isla de Borneo.

## Taxonomía
Fue descrita por Olliff en 1883.